# Chess.com
Chess.com ist einer der weltweit größten Schachserver. Die Website bietet die Möglichkeit für Schachpartien in verschiedenen Modi gegen andere Spieler oder Computergegner sowie diverse Trainingsangebote. Das Schachspielen und einige weitere Angebote sind kostenlos, jedoch enthält die Website Werbung.

## Geschichte
Chess.com wurde 1995 von Aficionado, einem Unternehmen aus Berkeley in Kalifornien, aufgesetzt. Ziel war es, eine Schach-Lernsoftware namens Chess Mentor (Schachmentor) zu vertreiben. Im Jahr 2005 wurde Chess.com von dem Internetunternehmer Erik Allebest und Jarom Severson übernommen. Zusammen mit einem Team von Software-Entwicklern wurde die Seite zum Schachportal umgebaut und 2007 neu veröffentlicht.
In der Folgezeit wuchs die Nutzerzahl von Chess.com, auch durch Übernahmen. Im Jahre 2007 wurde die inhaltlich ähnliche Seite chesspark.com übernommen. 2009 trat Daniel Rensch ins Unternehmen ein. Im Jahr 2013 folgte mit der Schach-Nachrichtenseite chessvibes.com eine weitere Übernahme, 2018 wurde das Schachprogramm Komodo gekauft. Gespielt wurden bis 2014 mehr als 1 Milliarde Partien, 2018 wurde die Grenze von 3 Milliarden Live-Partien erreicht.
In einem Statement verurteilte chess.com am 27. Februar 2022 den russischen Überfall auf die Ukraine. Russische sowie belarussische Flaggen wurden durch eine neutrale Flagge ersetzt. Unter anderem wegen dieser Verlautbarung wurde die Website Ende April von Roskomnadsor in Russland gesperrt.

## Website

### Auftritt
Die Website ist über die Domäne chess.com durch einen Webbrowser zu erreichen. Des Weiteren steht eine mobile App zur Verfügung. Zur Nutzung der Funktionen muss ein Benutzerkonto angelegt werden. Dies kann auch über die Verbindung mit einem bereits vorhandenen Konto bei Google oder Facebook sowie mit der Apple ID erfolgen. Es werden diverse Sprachen angeboten, darunter Deutsch, Englisch und Spanisch.

### Finanzierung
Chess.com finanziert sich aus den Mitgliedsbeiträgen und Werbung entsprechend dem Freemium-Geschäftsmodell. Bei Mitgliedschaften wird zwischen einer Basis- und einer Premiummitgliedschaft unterschieden. Als Basismitglied ist die Nutzung kostenlos, jedoch wird Werbung geschaltet. Bei einer Premiummitgliedschaft stehen die Varianten Gold, Platin und Diamant zur Verfügung, deren Unterschiede in den monatlichen bzw. jährlichen Kosten sowie in den freigeschalteten Zusatzfunktionen liegen. Allen Premiummitgliedschaften ist gemein, dass keine Werbung auf der Seite platziert wird.

## Funktionalitäten

### Live- und Fernschach
Vor Beginn einer Partie können die Spieler festlegen, wie viel Bedenkzeit pro Zug möglich ist. Die Website bietet unter anderem Bullet-Schach, Blitzschach oder den gewöhnlichen Turniermodus an. Die Livevarianten sind an die analoge Form des Schachspiels angelehnt, ein Spiel wird in der Regel ohne Unterbrechung gespielt, bis das Endergebnis steht.
Fernschach ermöglicht Unterbrechungen im Spielfluss. Auch hier wird die Bedenkzeit pro Zug vor Spielbeginn festgelegt, beträgt jedoch zwischen 1 und 14 Tagen. Auf diese Weise wird ermöglicht, dass Partien mit längerer Bedenkzeit gespielt werden können, ohne dass sich jeder Spieler sechs Stunden am Stück Zeit nehmen muss. Die Variante fördert zudem mögliche Partien gegen Gegner unterschiedlicher Zeitzonen.
Jeder Spieler hat sowohl für Live- als auch Fernschach ein Rating. Dieses verändert sich nach einem Sieg, einer Niederlage oder einem Remis entsprechend der Stärke des Gegners. In allen Varianten verliert ein Spieler, wenn dieser die Bedenkzeit überschreitet, außer der Gegner hat nicht mehr genug Material zum Mattsetzen – in diesem Fall ist das Ergebnis ein Remis. Beim Fernschach kann für einen determinierten Zeitraum Urlaub eingetragen werden.
Die Notation erfolgt automatisiert parallel zum Spiel.

### Schachvarianten
Neben der gemeinen Variante des Schachspiels werden auch weitere Schachvarianten wie Chess960, Vierschach, Dreischach oder King of the hill angeboten.

### Training
- Computerschach: Der Spieler spielt gegen den Computer auf verschiedenen Schwierigkeitsniveaus.
- Taktikaufgaben: Der Spieler muss aus einer gegebenen Stellung heraus die beste Fortsetzung finden. Dabei können verschiedene Taktiken wie Mattführung, Opfer oder Gabel im Vordergrund stehen.
- Puzzle Rush: Der Spieler löst in einem vorgegebenen Zeitfenster so viele Taktikaufgaben wie möglich, wobei die Aufgaben mit der Zeit schwieriger werden.
- Puzzle Duell: Zwei Spieler treten gegeneinander in Taktikaufgaben an. Es gewinnt, wer zu Ablauf der Zeit mehr Aufgaben gelöst hat.
- Lektionen: Der Spieler lernt schrittweise anhand von beispielhaften Stellungen und Erklärungen die Regeln des Spiels.
- Analyse: Der Spieler kann beendete Partien selbst oder mit der Hilfe des Computers analysieren.

### Events
Chess.com hostet unterschiedliche Events, an denen Schachspieler der Weltspitze teilnehmen und Plattformen wie YouTube und Twitch beteiligt sind. Es werden auch Preisgelder vergeben. Die Website führt eine Liste mit Streamern, in der auch Großmeister vertreten sind.
Ein Beispiel ist das wöchentliche Blitzturnier Titled Tuesday im Schweizer System mit elf Partien je Spieler, an dem Titelträger im Schach teilnehmen und Preisgelder gewinnen können. Rekordsieger des Turniers ist Hikaru Nakamura.

### Soziales
Mitglieder haben die Möglichkeit, miteinander privat zu schreiben. Zudem kann ein persönlicher Blog geführt werden. Foren bieten die Option des öffentlichen Austauschs. Weiterhin können Turniere in unterschiedlichen Modi von Premiummitgliedern erstellt und geleitet werden.
Jeder Spieler kann sich in Clubs mit anderen Spielern zusammentun, wobei ein Club auf eine Gemeinsamkeit der Spieler hindeutet. Clubs können in einem Teammatch oder im Beratungsschach gegeneinander antreten. Bei einem Teammatch werden die eingetragenen Spieler in der Reihenfolge ihres Ratings für das jeweilige Team gelistet, sodass jeder einen Gegenspieler hat, solange sich genug Gegenspieler anmelden. Beim Beratungsschach wird hingegen auf nur einem Brett gespielt. Die Spieler innerhalb eines Teams tauschen sich aus und stimmen über ihren gemeinsamen Zug ab.

### Artikel
Die Website enthält Artikel zu unterschiedlichen Bereichen, etwa zu aktuellen Schachturnieren oder Analysen früherer Schachpartien.

### Archiv
Im Archiv steht eine Auswahl an bekannteren und unbekannteren Partien spielstarker Spieler zur Verfügung. Des Weiteren gibt es eine Datenbank für Eröffnungen.

## Rezeption
Laut eigenen Angaben zählt die Website über 200 Millionen Mitgliederaccounts (Stand Februar 2025), darunter auch ehemalige Schachweltmeister wie Magnus Carlsen und Ding Liren. Anfang Oktober 2020 waren es noch etwa 43 Millionen Accounts.
Dem Alexa Ranking nach ist chess.com der wichtigste Schachserver, gefolgt von dem kostenlosen Schachserver Lichess und chess24.com. Gerade in der Zeit der COVID-19-Pandemie hat die Bedeutung von Onlineschachportalen deutlich zugenommen.